# 정자항 (울산)
정자항(亭子港)은 울산광역시 북구 정자동에 있는 어항이다. 1971년 12월 21일 국가어항으로 지정되었다. 관리청은 해양수산부 동해어업관리단, 시설관리자는 울산광역시 북구청장이다.

## 연혁
- 오랜 전 마을 가운데 24그루의 포구나무(느티나무) 정자가 있어서 정자(亭子)라는 지명을 얻게 되었다.[1]
- 정자항은 양호한 입지 조건을 갖추고 있음에도 불구하고 인근지역의 항 개발과 배후지와의 연계수송의 곤란 등으로 개발이 지연되었다가 1986년 항에 대한 기본조사를 실시하면서 시설에 대한 계획을 수립한 후 1990년 기본시설을 완공했다.[2]

## 항해 정보
여름에는 남동풍이 불며 겨울에는 북서풍이 가장 많이 분다. 안개는 6~7월에 많이 발생하고, 우기는 6~8월이다. 이 항은 입구가 남동쪽으로 열려있어 북풍과 서풍을 막아 주지만 동풍에는 취약하다. 항의 전면에는 북동쪽의 항로를 제외한 해안 부근에는 크고 작은 노출암과 간출암, 암초가 산재하고 있어 입출항하는 선박은 주의하여야 하며, 북방파제 북쪽으로 약 450m 까지도 노출암과 암초들이 분포하여 북측 연안을 항해하는데 지장을 준다. 그러나 항내 수심 3~5m, 저질은 펄과 모래로서 100톤급 선박의 접안이 가능하다.

## 어항 구역
본 항의 어항구역은 다음과 같다.
- 수역[3]
  - 정자리 북동측 전방 암단에서 정동으로 500m 점과 구포리 동측 돌단 암과 연결하는 선을 따라 형성된 공유수면
- 육역[4]
  - 울산광역시 북구 정자동 638-21 외 19필지 (세부내역 생략)

## 시설 현황
북방파제, 남방파제 및 파제제가 축조되어 있으며 물양장, 선양장, 호안 시설을 갖추어 어선이 이용하고 있으며, 물양장 일부는 유람선과 해양레저기구 선착장으로 사용되고 있다.

## 보급 및 수리
급유는 면세유류(수협선박급유소) 및 일반유류가 있고, 급수는 급수전과 자체 조달, 얼음은 육상 보급하여, 10통 미만의 선박을 수리할 수 있는 조선소가 있고, 수협선박급유소 옆에 폐유수집소가 있으며 신성유통에서 수거한다.

## 관광
- 정자항의 주요 어종은 문어와 가자미인데 최근 수온 변화로 울진, 영덕의 중심 어종이었던 대게를 정자 앞바다에서도 잡을 수 있게 되었다. 또한 이곳은 선사시대부터 고래가 회유했던 곳으로 고래잡이의 전진기지로 활용되기도 했었다. 정자항과 인접하여 위치하고 있는 강동~주전 해안 길을 따라 돌아가면 나오는 조그만 어촌은 바다사람들의 정겨운 온정을 그대로 담고서 관광객을 맞이한다.
- 정자항과 인접하고 있는 아름다운 강동~주전 해안길을 따라 돌아가면 '아름다운 어촌 100선'에 선정된 정자·당사마을이 있다. 바다사람들의 정겨운 온정을 느낄 수 있는 어촌마을이다.[5]
- 2011년 3월 14일 한국관광공사 추천 3월의 가볼만한 곳으로 정자항이 선정 발표되었다.[6]

## 주변관광명소
- 선바위
- 반구대
- 태화강 십리대밭

## 같이 보기
- 유포석보